# 호삼성
호삼성(胡三省, 1230년－1302년)은 중국 남송(南宋) 말기에서 원(元) 초기에 걸쳐 생존했던 역사학자로, 중국의 전통 사학 학파인 절동사학파(浙東史學派)를 대표하는 인물로써 《자치통감》(資治通鑑)에 음주를 붙인 것으로 유명하다. 원래 이름은 만손(滿孫), 자(字)는 신지(身之) 또는 경삼(景參), 호는 매간(梅澗)으로 영해(寧海) 중호촌(中胡村) 사람이다.
저서로 《죽소원집》(竹素園集) 1백 권 및 《강동십감》(江東十鑑), 《사성부》(四城賦)이 있었으나 현전하지 않는다. 오늘날 그의 저서로 전하는 것은 《자치통감음주》(資治通鑑音注) 294권과 《통감석문변오》(通鑑釋文辯誤) 12권뿐이다.

## 생애
해중호(海中胡)의 《호씨가보》(胡氏家谱)에 따르면 호삼성의 집안인 중호 호씨(中胡胡氏)의 시조 호침(胡琛)이라는 인물은 원래 강서의 예장(豫章)에 살았는데 당(唐) 말기인 건녕(乾寧) 연간에 진사(進士)로 천거되었고 오대(五代) 후당(後唐) 장종(莊宗) 때에 기거사인(起居舍人)을 지냈으며 물러난 뒤에 회계(會稽)에서 살았다고 한다. 호삼성 자신은 그의 저서 《자치통감음주》에서 자신의 본관을 '천태호삼성(天台胡三省)'이라고 썼고, 천태란 태주부(台州府)에 속해 있었던 현 가운데 하나로 오늘날의 중국 저장 성 타이저우 시(台州市) 톈타이 현(天台县)을 말한다. 청의 고증학자 황종희(黄宗羲)도 저서 《송원학안》(宋元學案)에서 이 설을 따랐다.
호삼성에게는 형제가 다섯 명이 있었는데 호삼성은 그 중 셋째였다. 호삼성의 이름 삼성(三省)은 《논어》(論語) 학이편4에 실려있는 증자의 말인 "나는 하루에 세 번 나 자신을 반성하였다"(吾日三省吾身)라는 구절에서 따온 것이다. 호삼성은 어려서부터 학문을 좋아하였고 한 번 열람한 것은 번번이 외었으며 일곱 살에 글을 지을 줄 알았다고 한다.
보우(寶祐) 4년(1256년) 문천상, 육수부, 사방득(謝枋得) 등과 함께 진사로 등제하였고 길주(吉州) 태화위(泰和尉)에 임명되었으나 어머니의 나이가 연로하심을 이유로 부임지로 가지 않았다. 후에 다시 경원부(慶元府) 자계위(慈溪尉)로 임명되었는데 임기 중에 경원의 지부(知府) 여문옹(厲文翁)에게 죄를 얻어 파직되었다가 다시 문학과 행동이 마땅하다며 양주(揚州) 강도승(江都丞)으로 천거되었다.
호삼성은 《자치통감》에 대한 연구에 뜻을 두고 있어 가사도(賈似道)가 집정하던 시기에는 조봉랑(朝奉郎)이 되었는데 가사도의 문객(門客) 가운데서도 이름이 알려져 있어, 때때로 가사도에게 불려가 자신이 교감한 《자치통감》을 제자에게 가르치기도 하였다. 이후 호삼성은 본격적으로 30년에 걸쳐 《자치통감》에 주석을 다는 작업에 매달렸는데 경염(景炎) 원년(1276년) 신창(新昌)에 피난해 있던 와중에 《자치통감음주》의 원고 97권 및 논(論) 10편을 잃어버렸고, 또 다시 다른 책을 얻어다 작업을 계속하였다. 이때 호삼성의 나이가 이미 46세였고, 문을 걸어잠그고 객도 받지 않은 채 밤낮으로 책에 빠져서 살았다.
남송 상흥(祥興) 2년(1279년) 남송은 몽골족의 원 왕조에 의해 완전히 멸망하였다. 호삼성과 함께 진사에 급제한 동기로써 남송의 재상이 되었던 문천상은 원의 대도(大都)로 끌려가서 처형되고 육수부는 애산 전투의 패배 직후 남송의 마지막 황제 소제를 안고 바다에 뛰어들었다. 호삼성과 같은 시대를 살았던 원각(袁桷)의 《제호매석간선생》(祭胡梅石間先生)에 따르면 호삼성은 자신의 나라였던 남송의 멸망 와중에도 손에서 놓지 않았던 《자치통감음주》를 두고 이렇게 말했다고 한다. "애써 흩어졌던 것을 주워모아 잘못된 것을 보충함에 이르렀으니 이 또한 사마씨(司馬氏)의 충신들에 못지 않은 일이 아니겠는가."(至于孜孜衛翼，拾遺補誤，亦幾乎司馬氏之忠臣而無負)
《자치통감음주》가 완성된 것은 원 지원(至元) 23년(1286년)에 이르러서였다. 호삼성의 주석은 '호주'(胡注)라고도 불리며 《자치통감》에 대한 주석 가운데서도 가장 뛰어난 것으로 평가받았다. 호주는 또한 《통감》의 크고 작은 잘못들을 수정하였는데, 같은 책 진기(晉紀)4에서 석숭(石崇)의 관직을 산기상시(散騎常侍)라고 적어둔 것에 대해 호삼성은 "전대의 책(진서)에서는 '시중석숭'(侍中石崇)이라고 썼는데 여기(자치통감)서는 '산기상시'라고 썼으니 분명 하나는 틀린 것이다"(前書侍中石崇，此作散騎常侍, 必有一錯)라고 썼다. 책이 완성된 뒤에 호삼성은 고향 중호촌으로 돌아갔다.
호삼성은 만년에 자신의 호를 지안노인(知安老人)이라고 썼다. 1302년 정월 아침 일찍 일어나 평소와 같이 담소하던 호삼성은 문득 “내 이제 여기까지 해야 되겠다”(吾其止此乎)고 말했고, 이후 혼수상태에 빠져 사흘 뒤에 세상을 떠났다. 향년 73세였다.
남송을 멸망시킨 몽골족의 원 왕조가 편찬한 《송사》(宋史)나, 몽골족을 몰아낸 명(明) 왕조에서 편찬한 《원사》(元史) 모두 호삼성에 대한 열전을 수록하지 않았다. 민국 초기 커샤오민(柯劭忞)이 《신원사》(新元史)를 쓰면서 호삼성에 대한 53자의 짧은 글을 《신원사》 유림전(儒林傳)의 마단림(馬端臨)열전의 말미에 붙였다. 이어 일본과의 전쟁이 시작되고(중일전쟁), 천위안(陳垣)이 쓴 《통감호주표미》(通鑑胡注表微)은 청 광서(光緒) 연간에 편찬된 《영해현지》(寧海縣志)에 실린 호유문(胡幼文)이 쓴 호삼성의 묘지명을 찾아내어 처음으로 호삼성의 생애 및 그의 학문 연구에 대한 많은 성과를 쌓아올렸다.